# Ultima Online: The Second Age
Ultima Online: The Second Age je první datadisk k videohře Ultima Online z roku 1998. Vyvinula jej společnost Origin Systems a vydala Electronic Arts. Datadisk přináší do hry několik nových funkcí, včetně nových předmětů, příšer a nové oblasti zvané Lost Lands, ve které se nachází dvě města Papua a Delucia.
Časopis Next Generation ohodnotil počítačovou verzi datadisku pěti hvězdičkami z pěti a uvedl, že pro milovníky fantasy, hráče RPG nebo hráče série Ultima je datadisk vysněným snem.